# Liste des chapelles de Seine-et-Marne
La liste des chapelles de Seine-et-Marne présente les chapelles de culte catholique situées sur le territoire des communes du départements français de Seine-et-Marne. Il est fait état des diverses protections dont elles peuvent bénéficier, et notamment les inscriptions et classements au titre des monuments historiques.
Toutes sont situées dans le diocèse de Meaux.[réf. nécessaire]

## Liste
| Chapelle                                                                                 | Commune                     | Adresse | Coordonnées                      | Notice         | Protection | Date | Illustration                                                                        |
| ---------------------------------------------------------------------------------------- | --------------------------- | ------- | -------------------------------- | -------------- | ---------- | ---- | ----------------------------------------------------------------------------------- |
| Chapelle Notre-Dame des Fougères                                                         | Avon                        |         | 48° 25′ 13″ nord, 2° 43′ 58″ est |                |            |      | Image manquante Téléverser                                                          |
| Chapelle de Glandelles                                                                   | Bagneaux-sur-Loing          |         | 48° 12′ 48″ nord, 2° 42′ 55″ est | « PA00086804 » | Inscrit MH | 1926 | Chapelle de Glandelles                                                              |
| Chapelle Notre-Dame-de-la-Persévérance de Barbizon                                       | Barbizon                    |         | 48° 26′ 42″ nord, 2° 36′ 17″ est |                |            |      | Chapelle Notre-Dame-de-la-Persévérance de Barbizon                                  |
| Chapelle au 5 rue de la Belle Marie                                                      | Barbizon                    |         | 48° 26′ 34″ nord, 2° 36′ 34″ est |                |            |      | Image manquante Téléverser                                                          |
| Chapelle du château de Montjay                                                           | Bombon                      |         | 48° 33′ 35″ nord, 2° 50′ 35″ est |                |            |      | Image manquante Téléverser                                                          |
| Chapelle de Magny-Saint-Loup                                                             | Boutigny                    |         | 48° 54′ 27″ nord, 2° 54′ 45″ est |                |            |      | Chapelle de Magny-Saint-Loup                                                        |
| Chapelle Sainte-Justine de Brie-Comte-Robert                                             | Brie-Comte-Robert           |         | 48° 41′ 28″ nord, 2° 36′ 37″ est |                |            |      | Chapelle Sainte-Justine de Brie-Comte-Robert                                        |
| Chapelle du château de l'abbaye de Chaumes-en-Brie                                       | Chaumes-en-Brie             |         | 48° 39′ 50″ nord, 2° 50′ 29″ est |                |            |      | Image manquante Téléverser                                                          |
| Chapelle Sainte-Bathilde de Chelles                                                      | Chelles                     |         | 48° 52′ 36″ nord, 2° 35′ 07″ est |                |            |      | Chapelle Sainte-Bathilde de Chelles                                                 |
| Chapelle de la Roseraie de Chelles                                                       | Chelles                     |         | 48° 52′ 22″ nord, 2° 34′ 50″ est |                |            |      | Image manquante Téléverser                                                          |
| Chapelle Saint-Paul de Chantereine                                                       | Chelles                     |         | 48° 53′ 39″ nord, 2° 37′ 15″ est |                |            |      | Image manquante Téléverser                                                          |
| Chapelle Notre-Dame-de Lourdes de Combs-la-Ville                                         | Combs-la-Ville              |         | 48° 39′ 56″ nord, 2° 33′ 05″ est |                |            |      | Image manquante Téléverser                                                          |
| Chapelle du château de Coubert                                                           | Coubert                     |         | 48° 40′ 49″ nord, 2° 42′ 19″ est |                |            |      | Image manquante Téléverser                                                          |
| Chapelle Sainte-Anne de Coulommiers                                                      | Coulommiers                 |         | 48° 49′ 26″ nord, 3° 05′ 40″ est |                |            |      | Chapelle Sainte-Anne de Coulommiers                                                 |
| Chapelle des Capucins de Coulommiers                                                     | Coulommiers                 |         | 48° 48′ 36″ nord, 3° 05′ 14″ est | « PA00086905 » | Classé MH  | 1930 | Chapelle des Capucins de Coulommiers                                                |
| Chapelle de la maison de retraite les Tamaris de Crouy-sur-Ourcq                         | Crouy-sur-Ourcq             |         | 49° 05′ 16″ nord, 3° 04′ 35″ est |                |            |      | Image manquante Téléverser                                                          |
| Chapelle Notre-Dame-du-Chêne de Crouy-sur-Ourcq                                          | Crouy-sur-Ourcq             |         | 49° 05′ 33″ nord, 3° 03′ 52″ est |                |            |      | Chapelle Notre-Dame-du-Chêne de Crouy-sur-Ourcq                                     |
| Chapelle de la communauté polonaise de Dammarie-les-Lys                                  | Dammarie-les-Lys            |         | 48° 30′ 47″ nord, 2° 37′ 44″ est |                |            |      | Image manquante Téléverser                                                          |
| Chapelle funéraire Sainte-Quinette de Donnemarie-Dontilly                                | Donnemarie-Dontilly         |         | 48° 28′ 44″ nord, 3° 07′ 58″ est |                |            |      | Image manquante Téléverser                                                          |
| Chapelle du château de Fontaine-les-Nonnes                                               | Douy-la-Ramée               |         | 49° 03′ 03″ nord, 2° 53′ 19″ est |                |            |      | Chapelle du château de Fontaine-les-Nonnes                                          |
| Chapelle de La Route                                                                     | Favières                    |         | 48° 47′ 55″ nord, 2° 46′ 40″ est |                |            |      | Image manquante Téléverser                                                          |
| Chapelle Notre-Dame-de-Bon-Secours de Fontainebleau                                      | Fontainebleau               |         | 48° 25′ 06″ nord, 2° 42′ 27″ est | « PA00086973 » | Inscrit MH | 1926 | Chapelle Notre-Dame-de-Bon-Secours de Fontainebleau                                 |
| Chapelle de la Trinité de Fontainebleau                                                  | Fontainebleau               |         | 48° 24′ 08″ nord, 2° 41′ 58″ est |                |            |      | Chapelle de la Trinité de Fontainebleau                                             |
| Chapelle Saint-Saturnin de Fontainebleau                                                 | Fontainebleau               |         | 48° 24′ 07″ nord, 2° 42′ 04″ est |                |            |      | Chapelle Saint-Saturnin de Fontainebleau                                            |
| Chapelle du Carmel de Fontainebleau                                                      | Fontainebleau               |         | 48° 24′ 45″ nord, 2° 42′ 25″ est |                |            |      | Chapelle du Carmel de Fontainebleau                                                 |
| Chapelle de la Charité de Fontainebleau                                                  | Fontainebleau               |         | 48° 24′ 22″ nord, 2° 41′ 49″ est |                |            |      | Chapelle de la Charité de Fontainebleau                                             |
| Chapelle Saint-Joseph de Fontainebleau                                                   | Fontainebleau               |         | 48° 24′ 41″ nord, 2° 42′ 09″ est |                |            |      | Chapelle Saint-Joseph de Fontainebleau                                              |
| Chapelle du prieuré d'Héricy                                                             | Héricy                      |         | 48° 26′ 14″ nord, 2° 48′ 24″ est | « PA00087029 » | Inscrit MH | 1926 | Image manquante Téléverser                                                          |
| Chapelle de la maison de retraite Sainte-Geneviève de Héricy                             | Héricy                      |         | 48° 26′ 59″ nord, 2° 45′ 56″ est |                |            |      | Image manquante Téléverser                                                          |
| Chapelle abritant les cryptes Saint-Paul-et-Saint-Ebrégésile de Jouarre                  | Jouarre                     |         | 48° 55′ 39″ nord, 3° 07′ 55″ est |                |            |      | Image manquante Téléverser                                                          |
| Chapelle du centre hospitalier gériatrique de Jouarre                                    | Jouarre                     |         | 48° 55′ 40″ nord, 3° 07′ 46″ est |                |            |      | Image manquante Téléverser                                                          |
| Chapelle de La Ferté-sous-Jouarre                                                        | La Ferté-sous-Jouarre       |         | 48° 56′ 38″ nord, 3° 07′ 12″ est |                |            |      | Image manquante Téléverser                                                          |
| Chapelle de l'orphelinat Sainte-Marie de La Genevraye                                    | La Genevraye                |         | 48° 19′ 13″ nord, 2° 44′ 49″ est |                |            |      | Image manquante Téléverser                                                          |
| Chapelle du prieuré Saint-Martin de La Houssaye-en-Brie                                  | La Houssaye-en-Brie         |         | 48° 45′ 07″ nord, 2° 52′ 31″ est |                |            |      | Image manquante Téléverser                                                          |
| Chapelle de l'ensemble scolaire Saint-Laurent-la-Paix-Notre-Dame de Lagny-sur-Marne      | Lagny-sur-Marne             |         | 48° 52′ 26″ nord, 2° 42′ 29″ est |                |            |      | Chapelle de l'ensemble scolaire Saint-Laurent-la-Paix-Notre-Dame de Lagny-sur-Marne |
| Chapelle de l'hospice Saint-Jean de Lagny-sur-Marne                                      | Lagny-sur-Marne             |         | 48° 52′ 28″ nord, 2° 41′ 53″ est |                |            |      | Chapelle de l'hospice Saint-Jean de Lagny-sur-Marne                                 |
| Chapelle du cimetière de Lagny-sur-Marne                                                 | Lagny-sur-Marne             |         | 48° 52′ 44″ nord, 2° 43′ 22″ est |                |            |      | Chapelle du cimetière de Lagny-sur-Marne                                            |
| Chapelle Saint-Vincent-de-l'Aître                                                        | Lagny-sur-Marne             |         | 48° 52′ 39″ nord, 2° 42′ 03″ est |                |            |      | Chapelle Saint-Vincent-de-l'Aître                                                   |
| Chapelle Pépin de Lagny-sur-Marne                                                        | Lagny-sur-Marne             |         | 48° 52′ 43″ nord, 2° 42′ 23″ est |                |            |      | Chapelle Pépin de Lagny-sur-Marne                                                   |
| Chapelle Sainte-Reine du Châtelet-en-Brie                                                | Le Châtelet-en-Brie         |         | 48° 30′ 09″ nord, 2° 47′ 42″ est |                |            |      | Chapelle Sainte-Reine du Châtelet-en-Brie                                           |
| Chapelle de la Miséricorde de Guivry du Mesnil-Amelot                                    | Le Mesnil-Amelot            |         | 49° 01′ 19″ nord, 2° 36′ 05″ est |                |            |      | Image manquante Téléverser                                                          |
| Chapelle de la Sainte-Croix du Mée-sur-Seine                                             | Le Mée-sur-Seine            |         | 48° 32′ 39″ nord, 2° 38′ 27″ est |                |            |      | Image manquante Téléverser                                                          |
| Chapelle des communs de château de Vaux-le-Vicomte                                       | Maincy                      |         | 48° 34′ 03″ nord, 2° 42′ 57″ est |                |            |      | Image manquante Téléverser                                                          |
| Chapelle Notre-Dame de Chaâge                                                            | Meaux                       |         | 48° 57′ 49″ nord, 2° 52′ 48″ est | « PA77000011 » | Inscrit MH | 1998 | Chapelle Notre-Dame de Chaâge                                                       |
| Chapelle de l'Évêque de Meaux                                                            | Meaux                       |         | à géolocaliser                   |                |            |      | Image manquante Téléverser                                                          |
| Chapelle de l'hôpital Jean Rose, puis du séminaire de Meaux                              | Meaux                       |         | 48° 57′ 34″ nord, 2° 52′ 28″ est |                |            |      | Chapelle de l'hôpital Jean Rose, puis du séminaire de Meaux                         |
| Chapelle de l'hospice de Meaux                                                           | Meaux                       |         | 48° 58′ 08″ nord, 2° 52′ 56″ est |                |            |      | Chapelle de l'hospice de Meaux                                                      |
| Chapelle des Sœurs Augustines de Meaux                                                   | Meaux                       |         | 48° 57′ 31″ nord, 2° 53′ 03″ est |                |            |      | Image manquante Téléverser                                                          |
| Chapelle des Soeurs de Saint-Joseph de Cluny de Meaux                                    | Meaux                       |         | 48° 57′ 33″ nord, 2° 52′ 36″ est |                |            |      | Chapelle des Soeurs de Saint-Joseph de Cluny de Meaux                               |
| Chapelle du centre hospitalier Marc Jacquet de Melun                                     | Melun                       |         | 48° 32′ 21″ nord, 2° 40′ 04″ est |                |            |      | Image manquante Téléverser                                                          |
| Chapelle Saint-Barthélemy de l'institution Saint-Aspais de Melun                         | Melun                       |         | 48° 32′ 33″ nord, 2° 39′ 26″ est |                |            |      | Image manquante Téléverser                                                          |
| Chapelle Saint-François de l'Almont                                                      | Melun                       |         | 48° 32′ 39″ nord, 2° 40′ 34″ est |                |            |      | Image manquante Téléverser                                                          |
| Chapelle de Blunay                                                                       | Melz-sur-Seine              |         | 48° 30′ 11″ nord, 3° 23′ 06″ est |                |            |      | Image manquante Téléverser                                                          |
| Chapelle Saint-André de Misy-sur-Yonne                                                   | Misy-sur-Yonne              |         | 48° 22′ 10″ nord, 3° 05′ 44″ est |                |            |      | Chapelle Saint-André de Misy-sur-Yonne                                              |
| Chapelle Sainte-Thérèse de Mitry-Mory                                                    | Mitry-Mory                  |         | 48° 58′ 27″ nord, 2° 38′ 28″ est |                |            |      | Chapelle Sainte-Thérèse de Mitry-Mory                                               |
| Chapelle de la Sainte-Vierge de Montceaux-lès-Meaux                                      | Montceaux-lès-Meaux         |         | 48° 56′ 40″ nord, 2° 59′ 13″ est |                |            |      | Image manquante Téléverser                                                          |
| Chapelle de l'école du Sacré-Cœur de Montereau-Fault-Yonne                               | Montereau-Fault-Yonne       |         | 48° 22′ 53″ nord, 2° 56′ 48″ est |                |            |      | Image manquante Téléverser                                                          |
| Chapelle de l'hôpital de Montereau-Fault-Yonne                                           | Montereau-Fault-Yonne       |         | 48° 23′ 00″ nord, 2° 57′ 13″ est |                |            |      | Image manquante Téléverser                                                          |
| Chapelle Saint-Pierre de Pontloup                                                        | Moret-Loing-et-Orvanne      |         | 48° 22′ 18″ nord, 2° 49′ 20″ est | « PA00087136 » | Classé MH  | 1914 | Chapelle Saint-Pierre de Pontloup                                                   |
| Chapelle du prieuré de Marnoue-les-Moines                                                | Ocquerre                    |         | 48° 23′ 45″ nord, 2° 57′ 55″ est |                |            |      | Image manquante Téléverser                                                          |
| Chapelle Saint-Quentin d'Orly-sur-Morin                                                  | Orly-sur-Morin              |         | 48° 54′ 09″ nord, 3° 13′ 49″ est |                |            |      | Image manquante Téléverser                                                          |
| Chapelle des Sœurs de Saint-Vincent-de-Paul de Tresmes                                   | Pommeuse                    |         | 48° 48′ 50″ nord, 2° 59′ 37″ est |                |            |      | Image manquante Téléverser                                                          |
| Chapelle Saint-Côme-et-Saint-Damien de Pontault-Combault                                 | Pontault-Combault           |         | 48° 48′ 21″ nord, 2° 36′ 45″ est |                |            |      | Image manquante Téléverser                                                          |
| Chapelle comtale de Provins                                                              | Provins                     |         | 48° 33′ 39″ nord, 3° 17′ 35″ est | « PA00087245 » | Classé MH  | 2011 | Chapelle comtale de Provins                                                         |
| Chapelle de l'hôtel-Dieu de Provins                                                      | Provins                     |         | 48° 33′ 40″ nord, 3° 17′ 43″ est |                |            |      | Chapelle de l'hôtel-Dieu de Provins                                                 |
| Chapelle du couvent des Cordelières                                                      | Provins                     |         | 48° 34′ 04″ nord, 3° 17′ 51″ est |                |            |      | Image manquante Téléverser                                                          |
| Chapelle du lycée Sainte-Croix de Provins                                                | Provins                     |         | 48° 33′ 45″ nord, 3° 17′ 37″ est |                |            |      | Image manquante Téléverser                                                          |
| Chapelle de l'établissement d'hébergement pour personnes âgées dépendantes de Saint-Aile | Rebais                      |         | 48° 50′ 22″ nord, 3° 13′ 20″ est |                |            |      | Image manquante Téléverser                                                          |
| Chapelle Sainte-Aubierge                                                                 | Saint-Augustin              |         | 48° 46′ 07″ nord, 3° 01′ 19″ est | « PA00087265 » | Inscrit MH | 1937 | Chapelle Sainte-Aubierge                                                            |
| Chapelle du séminaire de Saint-Jean-les-Deux-Jumeaux                                     | Saint-Jean-les-Deux-Jumeaux |         | 48° 57′ 09″ nord, 3° 01′ 06″ est |                |            |      | Chapelle du séminaire de Saint-Jean-les-Deux-Jumeaux                                |
| Chapelle Saint-Marcoul de Baleine                                                        | Saint-Martin-du-Boschet     |         | 48° 43′ 55″ nord, 3° 27′ 07″ est |                |            |      | Image manquante Téléverser                                                          |
| Chapelle de Brinville                                                                    | Saint-Sauveur-sur-École     |         | 48° 30′ 13″ nord, 2° 31′ 55″ est |                |            |      | Image manquante Téléverser                                                          |
| Chapelle Saint-Leu de Saint-Soupplets                                                    | Saint-Soupplets             |         | 49° 02′ 05″ nord, 2° 48′ 19″ est |                |            |      | Chapelle Saint-Leu de Saint-Soupplets                                               |
| Chapelle de l'Hôtel-Dieu de Samois-sur-Seine                                             | Samois-sur-Seine            |         | 48° 27′ 07″ nord, 2° 44′ 56″ est |                |            |      | Chapelle de l'Hôtel-Dieu de Samois-sur-Seine                                        |
| Chapelle Saint-Jean-Marie-Vianney de Samoreau                                            | Samoreau                    |         | 48° 25′ 34″ nord, 2° 45′ 24″ est |                |            |      | Image manquante Téléverser                                                          |
| Chapelle Saint-Laurent de Courtry                                                        | Sivry-Courtry               |         | 48° 32′ 33″ nord, 2° 46′ 03″ est |                |            |      | Image manquante Téléverser                                                          |
| Chapelle du prieuré Saint-Sébastien-du-Mont de Mont-Saint-Sébastien                      | Soignolles-en-Brie          |         | 48° 38′ 25″ nord, 2° 43′ 54″ est |                |            |      | Image manquante Téléverser                                                          |
| Chapelle Saint-Hubert de Sourdun                                                         | Sourdun                     |         | 48° 32′ 53″ nord, 3° 19′ 59″ est |                |            |      | Image manquante Téléverser                                                          |
| Chapelle de Thomery                                                                      | Thomery                     |         | 48° 23′ 38″ nord, 2° 47′ 06″ est |                |            |      | Image manquante Téléverser                                                          |
| Chapelle de la Sainte-Famille de Vaux-le-Pénil                                           | Vaux-le-Pénil               |         | 48° 31′ 38″ nord, 2° 41′ 02″ est |                |            |      | Image manquante Téléverser                                                          |
| Chapelle du prieuré Notre-Dame de Verdelot                                               | Verdelot                    |         | 48° 52′ 30″ nord, 3° 21′ 39″ est |                |            |      | Image manquante Téléverser                                                          |
| Chapelle Saint-Laurent de Passy                                                          | Villebéon                   |         | 48° 12′ 22″ nord, 2° 54′ 44″ est | « PA00087318 » | Inscrit MH | 1984 | Chapelle Saint-Laurent de Passy                                                     |
| Chapelle Saint-Fiacre de Villemareuil                                                    | Villemareuil                |         | 48° 56′ 00″ nord, 2° 59′ 04″ est |                |            |      | Image manquante Téléverser                                                          |
| Chapelle de la Pointe                                                                    | Villeneuve-le-Comte         |         | 48° 48′ 33″ nord, 2° 48′ 57″ est |                |            |      | Chapelle de la Pointe                                                               |
| Chapelle de l'école Saint-Pierre de Villeneuve-le-Comte                                  | Villeneuve-le-Comte         |         | 48° 48′ 42″ nord, 2° 49′ 46″ est |                |            |      | Image manquante Téléverser                                                          |
| Chapelle Notre-Dame-du-Chêne de l'abbaye de Preuilly                                     | Égligny                     |         | 48° 26′ 46″ nord, 3° 06′ 46″ est |                |            |      | Image manquante Téléverser                                                          |
| Chapelle du prieuré de Vernelle de Vernelle                                              | Évry-Grégy-sur-Yerre        |         | 48° 40′ 04″ nord, 2° 39′ 28″ est |                |            |      | Image manquante Téléverser                                                          |